# Nyctemera lugens
Nyctemera lugens är en fjärilsart som beskrevs av Walter Karl Johann Roepke 1949. Nyctemera lugens ingår i släktet Nyctemera och familjen björnspinnare. Inga underarter finns listade i Catalogue of Life.